# Galmiz
Pour l’article homonyme, voir Charmey (Gruyère).
Galmiz (Charmey en français) est une ancienne commune et une localité de la commune de Morat, située dans le district fribourgeois du Lac, en Suisse.

## Géographie
Selon l'Office fédéral de la statistique, Galmiz mesure 906 ha. 7,8 % de cette superficie correspond à des surfaces d'habitat ou d'infrastructure, 70,6 % à des surfaces agricoles, 18,7 % à des surfaces boisées et 2,9 % à des surfaces improductives.
Galmiz est limitrophe de Montilier, Mont-Vully, Morat et Ried bei Kerzers.

## Histoire
Les premières traces d'occupation humaines de Galmiz remontent au Néolithique. Des chasseurs de rennes s'y reposent vers 9000 avant Jésus-Christ. L'occupation stable de Galmiz remonte toutefois au IVe siècle après Jésus-Christ. 
Durant les guerres de Bourgogne, Berne et Fribourg s'emparent de Galmiz en même temps que Morat en 1475. Galmiz est dévastée pendant ces guerres.
En 2004, l'entreprise de biotechnologie américaine Amgen envisage de s'implanter à Galmiz et d'y créer mille emplois. Dans ce but, Galmiz et le canton de Fribourg procèdent au dézonage de 55 hectares. En 2005, le projet soulève des oppositions et deux milles opposants se rassemblent à Montilier. En 2006, Amgen décide finalement de s'implanter ailleurs. 
En septembre 2020, la commune de Galmiz accepte en votation populaire de fusionner avec la commune de Morat à 196 voix (51%) contre 188 (49%), tandis que cette dernière accepte la fusion à 2977 (89,1%) voix contre 364 (10,9%). Le 1er janvier 2022, Galmiz fusionne avec les communes de Clavaleyres, Gempenach et Morat pour former la nouvelle commune de Morat.

## Démographie

### Population
En 2025, Galmiz compte environ 800 habitants. En 1811, le nombre d'habitants s'élevait à 272. Le graphique suivant résume l'évolution de la population de Galmiz entre 1850 et 2008 :

### Langues
La population de Galmiz était à l'origine majoritairement francophone, mais au XVIIe la localité se germanise et, à partir de 1725, les cours dans l'école du village sont donnés en allemand. De nos jours, la population de Galmiz est très largement germanophone.

### Religions
La population de Galmiz est majoritairement protestante. 

## Culture
Depuis 1995, Galmiz organise en juin le festival Galmiz Moosrugger pendant deux jours avec la participation de Guggenmusik.
Depuis 2021, il existe une association du village de Galmiz.

## Politique
Au sein de la commune de Morat, Galmiz représente une circonscription électorale et élit 4 membres du Conseil général, le pouvoir législatif communal. 
Un des sept sièges du Conseil municipal, le pouvoir exécutif communal, revient à Galmiz et à Gempenach.  

## Personnalités
Marc Hauser, le premier humain à sauter en parschute dans le jet stream, vit à Galmiz. 